# Charlotte Berend im Liegestuhl
Charlotte Berend im Liegestuhl ist eine Porträtzeichnung des deutschen Malers Lovis Corinth, die er 1904 von seiner Frau Charlotte Berend-Corinth anfertigte. Das in Pastell und Kohle auf Karton ausgeführte querformatige Bild misst 49,5 × 60 Zentimeter. Corinth zeichnete seine damals schwangere Frau Charlotte Berend in einem Liegestuhl am Strand wenige Monate nach ihrer Hochzeit.
Das Bild befindet sich im Bestand des Westfälischen Landesmuseums für Kunst und Kultur in Münster mit der Inventar-Nummer 939 WKV als Leihgabe des Westfälischen Kunstvereins, der die Zeichnung im Jahr 1927 erworben hat.

## Bildbeschreibung
Das Gemälde zeigt die dunkelhaarige Charlotte Berend, die in einem hölzernen Liegestuhl liegt. Der auf der rechten Bildseite befindliche Kopf ist dem Zeichner und damit dem Betrachter zugewandt und die Dargestellte blickt diesen direkt an, die offenen Haare reichen bis über ihre Schultern. Sie trägt ein weißes Oberteil und ist bis in Brusthöhe in eine dunkle Decke eingehüllt. Die Arme liegen auf der Decke, der linke Ringfinger trägt einen goldenen Ring. Der Bildausschnitt endet mit den Fingerspitzen der rechten Hand, wodurch auch die Decke und damit der Unterleib etwa in Hüfthöhe endet. Damit nimmt die Gestalt der Dargestellten fast den gesamten Bildraum ein.
Der Stuhl besteht aus einem hölzernen Klappgestell, von dem nur das Rückenteil und die hintere Stütze dargestellt ist. Die Armlehne wird vom Arm und der Kleidung der Dargestellten teilweise bedeckt. Der Hintergrund des Bildes wird durch eine blaue Wasserfläche gebildet, auf der durch Kohlestriche Wellen angedeutet sind. Hinter und unter dem Stuhl befindet sich ein Sandstrand. Es ist am unteren rechten Bildrand signiert und datiert mit Lovis Corinth 31. Juli 1904.

## Hintergrund und Entstehung
Lovis Corinth malte Charlotte Berend im Liegestuhl am Strand wenige Monate nach ihrer Hochzeit, die im März 1904 stattfand. Das Bild ist auf den 31. Juli des Jahres datiert, Charlotte Berend-Corinth war zu diesem Zeitpunkt schwanger mit ihrem am 13. Oktober 1904 geborenen gemeinsamen Sohn Thomas. Das Bild entstand während eines Sommerurlaubs in Waidlage in Brandenburg.
Die Gesamtkomposition des Bildes ist sehr offen gestaltet und mit der Einbettung seiner schwangeren Frau in die „zarten blau-grünen Pastellfärbungen“ und die „flüssigen und dynamisch wirkenden Linien“ schaffte Corinth nach Simone Streck vom LWL-Museum für Kunst und Kultur eine „Momentaufnahme seiner schwangeren, jungen Frau“. Durch die Betonung der Hände und der Gesichtszüge, die durch eine „elegante Verlängerung“ erreicht wurden, enthält das Bild auch von Corinth aufgegriffene Jugendstilelemente.

## Deutung und Rezeption

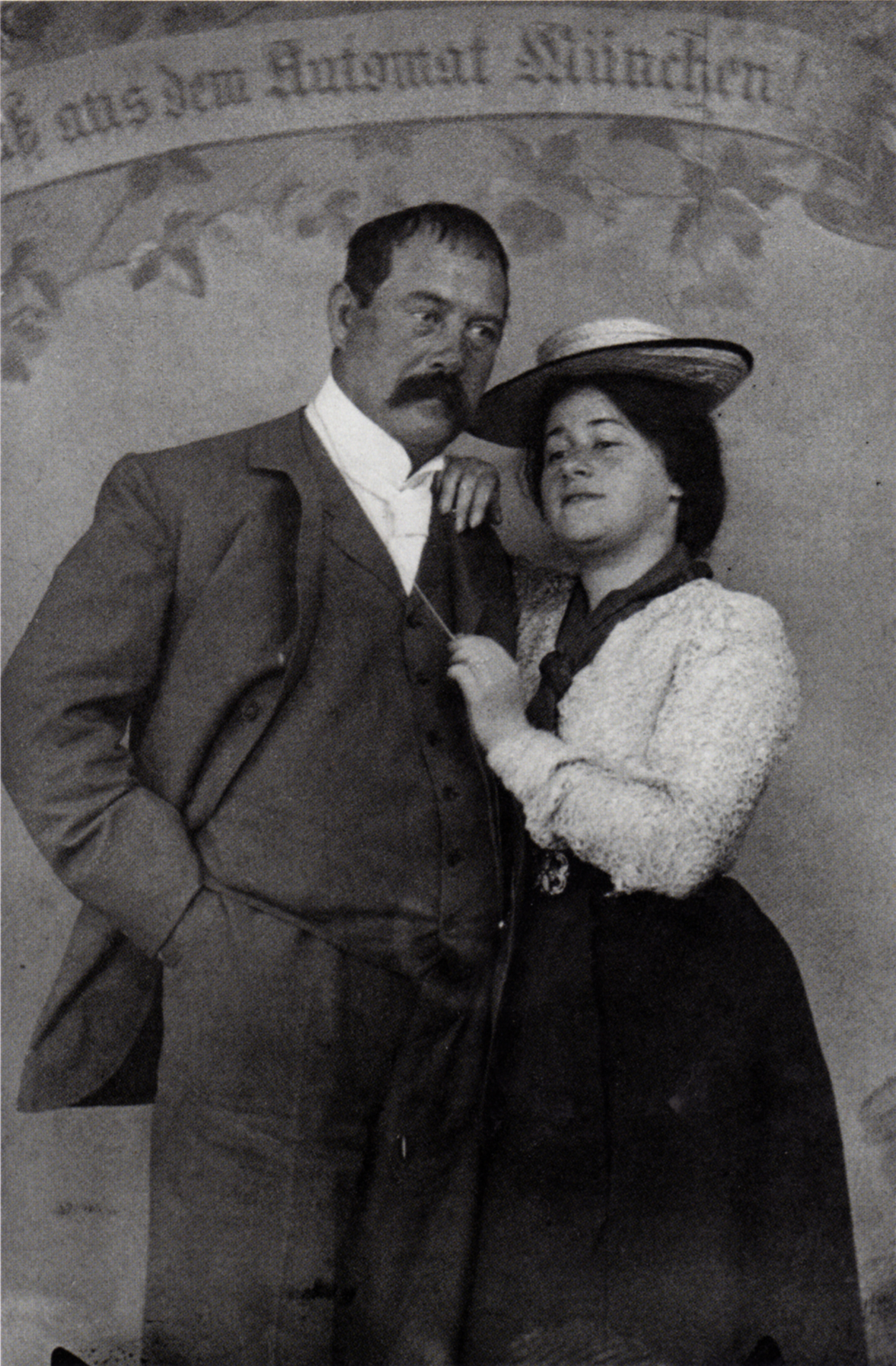
Lovis Corinth und Charlotte Berend 1902

In ihrer Vorstellung als „Bild des Monats“ des Westfälischen Landesmuseums für Kunst und Kultur betont die Autorin Simone Streck vor allem die Dominanz des Gesichts von Charlotte Berend-Corinth, das durch das dunkle Haar umrahmt ist und die „aus dem Bild heraus“ „mit seitlich nach unten geneigtem Kopf sanft und mit fast zärtlich zu nennenden und verklärten Ausdruck den Betrachter direkt“ anschaut. Sie stellt dabei die Frage, ob dieser Blick tatsächlich auf den Betrachter des Bildes oder doch nicht eher auf den sie zeichnenden Mann, also Lovis Corinth, gerichtet sei.
Streck setzt diese Frage in den Kontext der gemeinsamen Biografie von Lovis Corinth und Charlotte Berend-Corinth. Charlotte Berend war die erste Schülerin der von Corinth 1902 in Berlin gegründeten „Malschule für Weiber“ und sie wurde schnell sein bevorzugtes Modell für Porträtbilder. Sie verlobten sich im Herbst 1902 und heirateten im März 1904, vier Monate vor der Entstehung der Zeichnung Charlotte Berend im Liegestuhl. Bereits 1902 entstand das Gemälde Selbstporträt mit Charlotte Berend und Sektkelch, das als Verlobungsporträt das Paar darstellt. Nach Streck zeigt es jedoch auch, wie Lovis Corinth die Beziehung zwischen beiden sah: Er zeigte sie in diesem Bild entblößt mit freiem Oberkörper, „stolz auf ihre Schönheit und Weiblichkeit“, während er durch seinen Griff um ihren Körper und um ihre Brust auch klarstellte, dass er sie „fest im Griff“ habe und „zu wem sie gehöre“. In einem Ausstellungskatalog von 1996 wird beschrieben, dass das Bild Charlotte Berend im Liegestuhl „die warme und vertrauensvolle Bindung der Eheleute, aber auch die sinnliche Schönheit, die der Künstler in seinem Modell, seiner Frau, wahrnahm“ vermittle.
In dem Bild Frau Corinth im Liegestuhl von 1910 malte Corinth seine Frau ein weiteres Mal in einem Liegestuhl, diesmal im Vollporträt und in einem Kleid sowie auch hier in eine Decke eingehüllt. Auch in diesem Bild ist ihr Blick auf den Betrachter gerichtet. Nach Simone Streck lässt sich bei diesem sechs Jahre später entstandenen Bild kaum eine Veränderung in der Art, wie Corinth seine Frau darstellt, zu der älteren Zeichnung erkennen: als Frau, die ihn stützt und zugleich zu ihm aufblickt. Nach ihrer Meinung betrachtete und malte Corinth nicht die eigenständige, später ebenfalls erfolgreiche Malerin, sondern präsentierte auch hier ausschließlich „die Frau an seiner Seite, die ihm in seiner Malerexistenz Stütze und Halt war.“

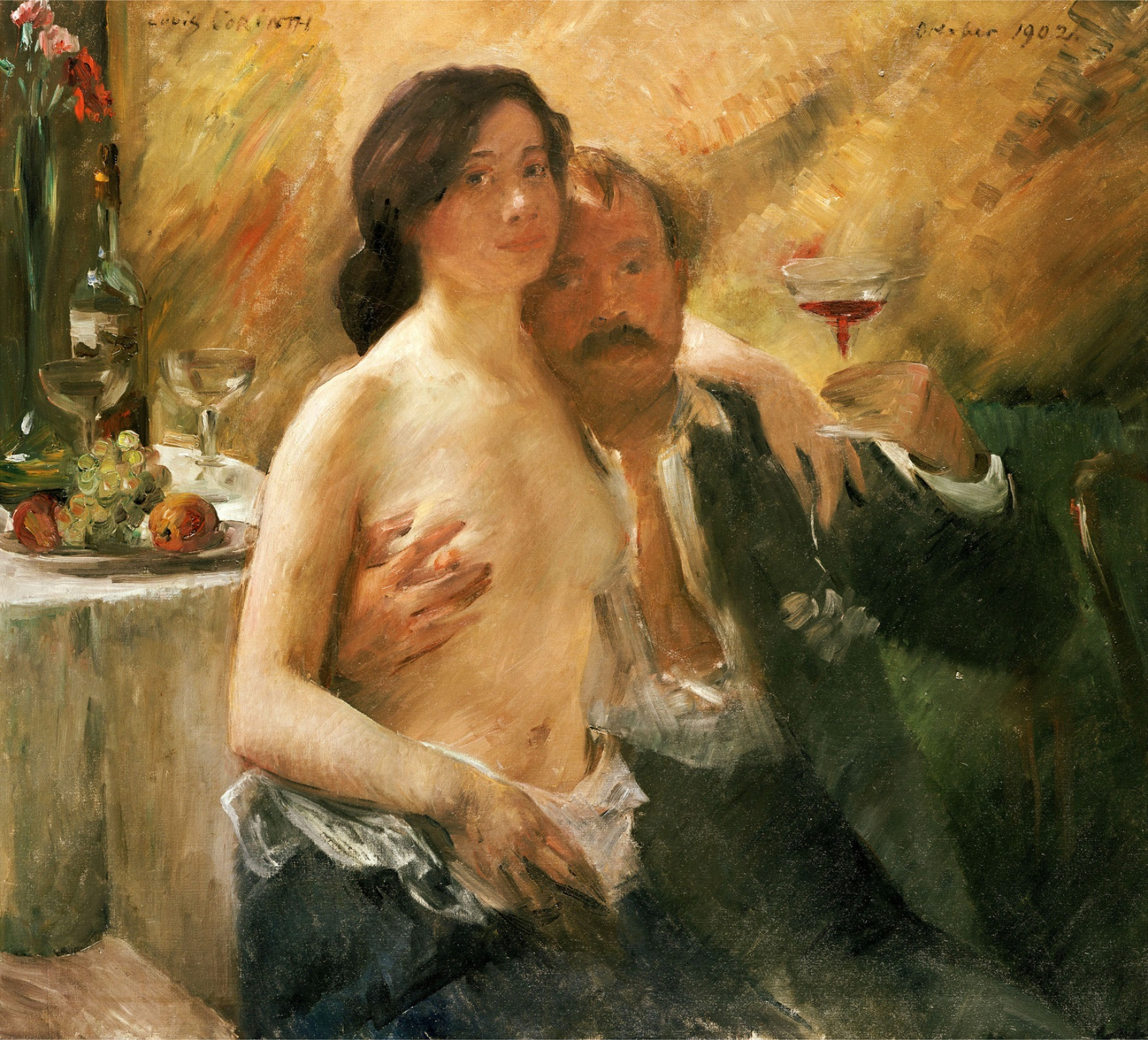
Selbstporträt mit Charlotte Berend und Sektkelch, 1902
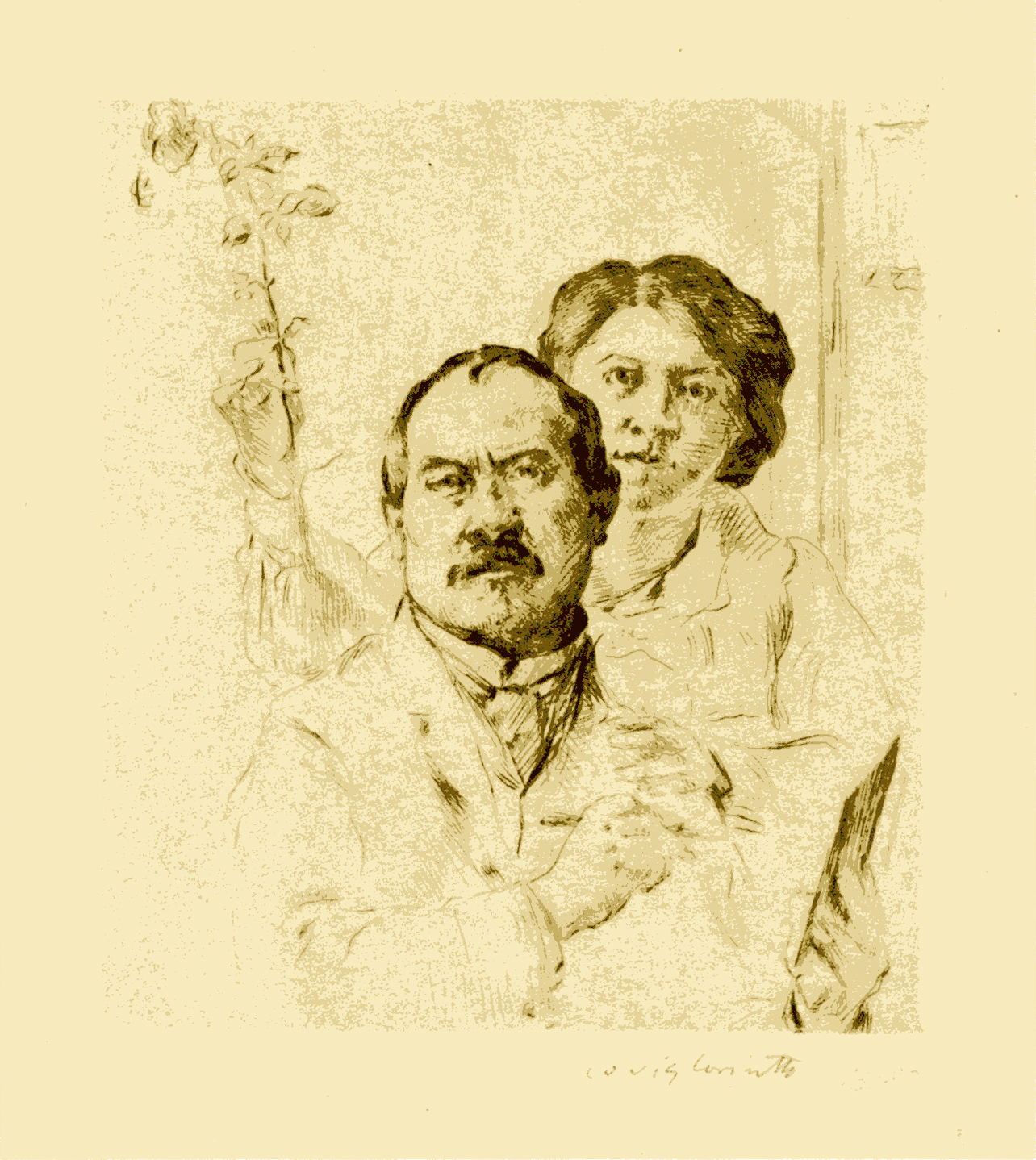
Selbstbildnis mit Gattin, 1904
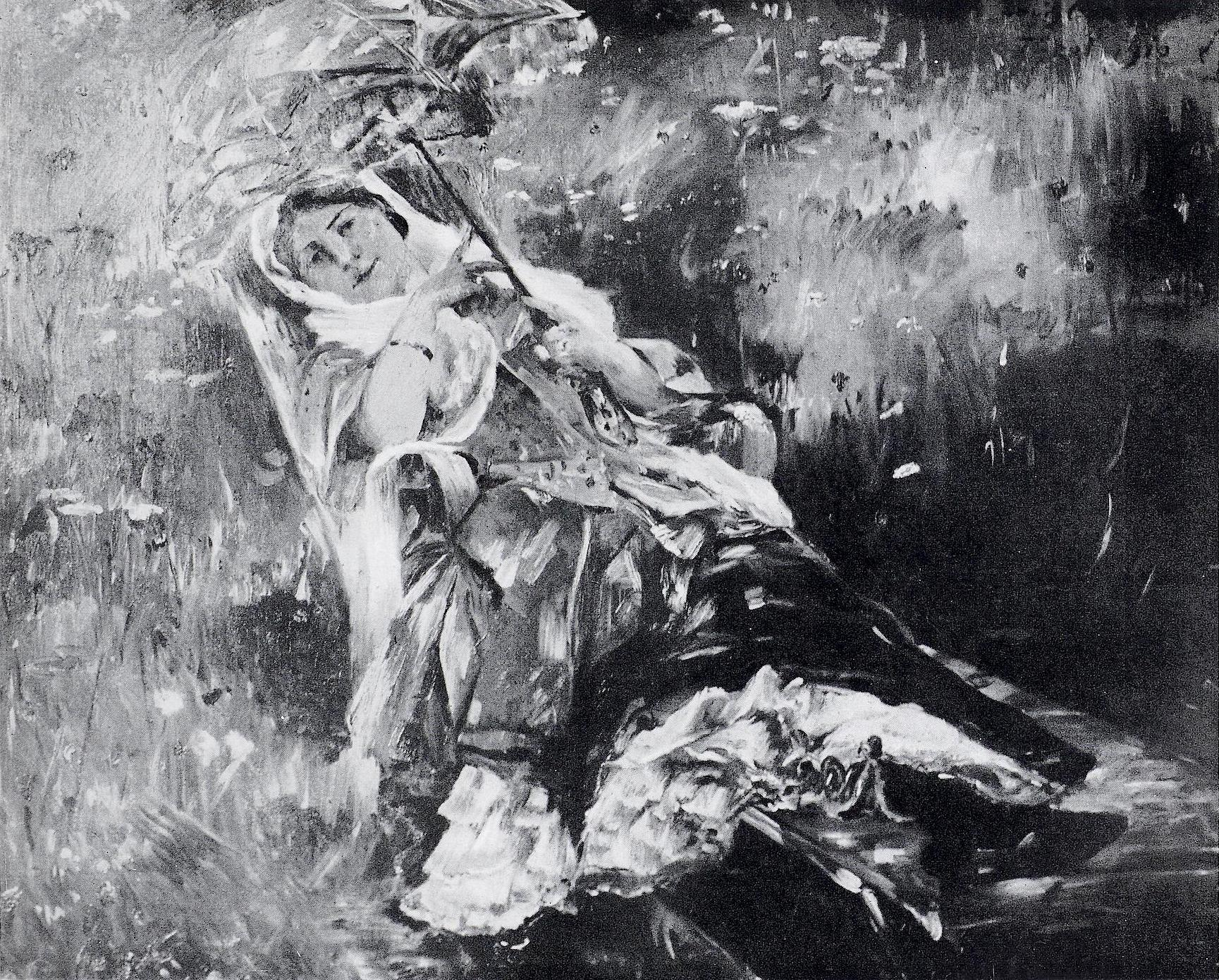
Frau Corinth im Liegestuhl, 1910

## Provenienz
Das Bild Charlotte Berend im Liegestuhl wurde 1927 vom Westfälischen Kunstverein gekauft, nachdem dieser im Westfälischen Landesmuseum für Kunst und Kulturgeschichte Münster eine Ausstellung der Werke Corinths, der zwei Jahre vorher verstorben war, organisiert hatte. Der Kunstverein stellte dem Museum das Bild als Dauerleihgabe zur Verfügung, sodass es sich dort bis heute in der Sammlung befindet, Inventarnummer 939 WKV.

## Belege
1. 1 2 3 4 5 6 7  
Simone Streck: Das Kunstwerk des Monats, Juli 2003: Charlotte Berend im Liegestuhl. Westfälisches Landesmuseum für Kunst und Kulturgeschichte Münster, Landschaftsverband Westfalen-Lippe, 2003
2. 1 2 3  Charlotte Berend im Liegestuhl. In: Peter-Klaus Schuster, Christoph Vitali, Barbara Butts (Hrsg.): Lovis Corinth. Prestel, München 1996, ISBN 3-7913-1645-1, S. 333.
3. ↑  Tanja Pirsig-Marshall: Das Landesmuseum und die Künstler der Moderne. In: LWL-Museum für Kunst und Kultur, Westfälisches Landesmuseum, Hermann Arnhold: Eine Frage der Herkunft. Netzwerke, Erwerbungen, Provenienzen. LWL-Museum für Kunst und Kultur 2020, ISBN 978-3-88789-166-4; S. 14.
4. ↑  
Charlotte Berend im Liegestuhl im Bestand des Westfälischen Landesmuseums für Kunst und Kultur; abgerufen am 2. September 2023.